# Nolay (Nièvre)
Nolay is een gemeente in het Franse departement Nièvre (regio Bourgogne-Franche-Comté) en telt 365 inwoners (2009). De plaats maakt deel uit van het arrondissement Nevers.

## Geografie
De oppervlakte van Nolay bedraagt 42,4 km², de bevolkingsdichtheid is 8,5 inwoners per km².
De onderstaande kaart toont de ligging van Nolay (Nièvre) met de belangrijkste infrastructuur en aangrenzende gemeenten.

## Demografie
Onderstaande figuur toont het verloop van het inwonertal (bron: INSEE-tellingen).